# RR Lyrae
Ne doit pas être confondu avec R Lyrae.
Désignations
RR Lyrae (en abrégé RR Lyr) est une étoile variable de la constellation de la Lyre, située près de la limite avec la constellation voisine du Cygne. Elle est le prototype des variables de type RR Lyrae. Elle a une période d'environ 13 heures et oscille entre les magnitudes apparentes 7 et 8. Comme les variables de type RR Lyrae sont d'importantes chandelles standard, connaître la distance précise de cette étoile est nécessaire pour déterminer sa luminosité, et donc celle d'autres étoiles de son type.

## Histoire
Le caractère variable de RR Lyrae fut découvert par l'astronome écossaise Williamina Fleming à l'observatoire de l'université Harvard en 1901.
Sa distance fut longtemps incertaine et le Fine Guidance Sensor du télescope spatial Hubble fut utilisé en 2002 pour mesurer la distance de RR Lyrae à moins de ~5 % : 262 parsecs, soit 854 années-lumière. Si cette valeur est correcte, elle donne à RR Lyrae une magnitude absolue de 0,61, presque 49 fois la luminosité solaire.

## Les variables de type RR Lyrae
Ce type d'étoile de faible masse a consommé l'hydrogène de son cœur, a évolué loin de la séquence principale et est passé par le stade de géante rouge. Leur énergie est maintenant produite par la fusion thermonucléaire de l'hélium de son cœur et l'étoile est entrée dans un stade évolutif appelé la branche horizontale (HB). La température effective de l'enveloppe extérieure d'une étoile HB va s'accroître graduellement au cours du temps. Quand le type spectral de l'étoile entre dans un domaine appelé bande d'instabilité — typiquement celui du type A — l'enveloppe extérieure peut commencer à pulser. RR Lyrae montre ce type de pulsation régulière qui fait varier sa magnitude apparente entre 7,06–8,12 sur une courte période de 0,566 867 76 jours (13 heures, 36 minutes). Chaque pulsation radiale fait varier le rayon de l'étoile entre 5,1 et 5,6 fois celui du Soleil.
Cette étoile appartient à un sous-ensemble de variables de type RR Lyrae qui présentent un comportement caractéristique appelé l'effet Blazhko, nommé d'après l'astronome russe Sergueï Blajko. Cet effet se traduit par une modulation périodique de l'amplitude ou de la période de la pulsation de l'étoile variable et parfois des deux. De ce fait, la courbe de lumière de RR Lyrae change de cycle à cycle. En 2009, la cause de cet effet n'était toujours pas comprise. En 2014, des observations photométriques de haute résolution en fréquence ont démontré la cause de cet effet.

## Propriétés
Comme les autres variables de type RR Lyrae, RR Lyrae elle-même possède une faible abondance d'éléments autres que l'hydrogène et l'hélium — ce que les astronomes appellent sa métallicité. Elle appartient à la catégorie des étoiles de population II qui se sont formées au début de l'Univers où il y avait une plus faible abondance de métaux dans les régions de formation d'étoiles. La trajectoire de cette étoile reste sur une orbite proche du plan de la Voie lactée, ne s'écartant pas plus de 680 al (210 pc) au-dessus ou en en dessous de ce plan. La période Blazhko de RR Lyrae est de 39,1 ± 0,3 jours. L'orbite a une excentricité élevée, s'approchant jusqu'à 6,80 kal (2,08 kpc) du centre galactique au périapse, et s'éloignant jusqu'à 59,9 kly (18,4 kpc) à l'apoapse.